# 東京ディズニーシー ブラヴィッシーモ!コンプリート
『東京ディズニーシー ブラヴィッシーモ!コンプリート』(Tokyo DisneySea BraviSEAmo! Complete)は、東京ディズニーシーにて2004年7月17日から実施されている夜の水上ショー『ブラヴィッシーモ!』の音源を収録したアルバムである。

## 解説
- 以前から、『ブラヴィッシーモ!』の楽曲が収録されたCDは『東京ディズニーシー ブラヴィッシーモ!』というタイトルで発売されていたが、そのCDの発売後にショーはリニューアルを行い、楽曲の一部のフレーズがカットされていた。そのため、『東京ディズニーシー ブラヴィッシーモ!』に収録されている音源は現在のショーとは異なっていた。さらに、ショー開始5分前から流れるプレショーの音楽と、ショー終了後から流れる「Swept Away」というテーマ曲のデュエットも収録されていなかった。ショーがスタートしてから2年半後、ようやく「Swept Away」とプレショーの曲が収録されたコンプリート盤が発売されたのである。
- ボーナストラックとして、2007年1月11日〜3月14日にかけて開催したスペシャルイベント『東京ディズニーシー・シーズン・オブ・ハート』で実施されている『ブラヴィッシーモ!』のスペシャルバージョン『ブラヴィッシーモ! スペチアーレ』で使用されている「Swept Away 日本語版」が収録されている。

## 収録曲
1. ブラヴィッシーモ! BraviSEAmo!
  - プレショー Preshow
  - メインショー　Mainshow
2. スウェプト・アウェイ（英語版） Swept Away (English Version)
3. スウェプト・アウェイ（日本語版） Swept Away (Japanese Version)